# Панфилово (Рыбинский район)
Панфи́лово — село Октябрьского сельского округа в Октябрьском сельском поселении Рыбинского района Ярославской области .
Село расположено к югу, в непосредственной близости от центра сельского поселения посёлка Октябрьский. Село стоит на обоих берегах реки Сонохта ниже места впадения её левого притока Сечоры, а одна часть села разместилась выше устья Сечоры, на мысу образованном двумя реками, раньше это была деревня Фурстово . Село имеет три части: уже названа часть на мысу между Сонохтой и Сечорой, другая часть на правом берегу Сонохты, она выстроена как двухсторонняя улица, проходящая параллельно берегу Сонохты, раньше это была деревня Знамово; третья часть на левом берегу Сонохты, она выстроена перпендикулярно реке, вдоль проходящего через село старого Ярославского тракта, параллельного автомобильной дороге P151 Рыбинск — Ярославль, именно эта часть изначально называлась Панфилово. Восточнее села проходит автомобильная дорога на север, пересекающая Сонохту и выходящая в посёлок Октябрьский в его западной части.  По левому берегу Сонохты и Сечоры из Панфилово идёт просёлочная дорога на юго-запад к деревне Новое, а по правому берегу Сонохты на юго-восток к деревне Мартьяновское. К северо-западу от Панфилово в заболоченном лесу находится источник реки Яковки .
Согласно плану Генерального межевания Рыбинского уезда 1792 года граница уезда проходила по реке Сонохта и село было крайним населённым пунктом уезда по дороге к губернскому центру Ярославлю. В селе была Троицкая церковь, построенная в конце XVIII века.
В  1861—1917 г.г. в селе было волостное правление , а после Октябрьской революции 1918—1923 гг — Панфиловский волостной Совет рабочих, крестьянских и красноармейских депутатов и его исполнительный комитет .

## Население
| 1859 | 1914 | 2002 | 2007 | 2010 |
| ---- | ---- | ---- | ---- | ---- |
| 80   | ↗113 | ↘22  | ↗29  | ↗32  |

На 1 января 2007 года в селе числилось 29 постоянных жителей . Почтовое отделение посёлка Лом обслуживает в селе 38 домов, названия улиц не указывается .